# Jerk Oldenburg
Jerk Gunnar Oldenburg, född 23 december 1931, är en svensk ensamseglare som mellan 1998 och 2007 seglade jorden runt i västlig riktning ombord på sin Hallberg-Rassy 31 "Monsun" med namnet Vindela. Hans reseskildring finns att läsa på Vindelas hemsida.